# 1931 (음악 그룹)
1931은 중국의 29인조 걸그룹이다. 2014년 첫번째 싱글 <欢聚时刻1931(기쁨의 시간 1931)>로 데뷔했다.